# Kommunale Kulturhoheit
Die kommunale Kulturhoheit wird in der Bundesrepublik Deutschland durch kommunale Gebietskörperschaften ausgeübt und ist ein Teil der kommunalen Selbstverwaltung.

## Inhalte
Kommunen sind in ihrem Gebiet ausschließliche und eigenverantwortliche Träger der öffentlichen Verwaltung. Zu ihren Selbstverwaltungsaufgaben (freiwillige oder pflichtgemäße Aufgaben) und -angelegenheiten gehört auch die Kulturarbeit (z. B. Entwicklung, Planung, Organisation, Personaleinsatz, finanzielle Ausstattung). Dabei haben sie die freie (hoheitliche) Entscheidung darüber, ob und wie sie diesen Aufgaben nachkommen. Durch die Bundesländer sind die Aufgaben in den jeweiligen Landesverfassungen verankert, die auch die Rechtsaufsicht darüber ausüben. Zu den kulturellen Aufgaben der Kommunen gehören im Rahmen der kommunalen Aufgabenstruktur beispielsweise Schulträgerschaften, Kindergärten und Kitas, Musik- und Volkshochschulen, Sportstätten, Bibliotheken, Museen oder Theater. Die Kommunen führen in der Regel die Fachaufsicht über diese Aufgaben selbstständig (hoheitlich) durch. Sie planen und führen ihre Hauswirtschaft so, dass die stetige Erfüllung der Aufgaben im Rahmen der Zuständigkeiten gesichert ist. 

## Wirtschaftlichkeit
Die meisten kulturellen öffentlichen Einrichtungen der Kommunen können sich durch ihre – oft sozial gestalteten – Gebühren nicht kostendeckend selbst finanzieren und sind deshalb als Zuschussbetriebe auf Haushaltsausgleich aus dem kommunalen Haushalt angewiesen. 
Aufgrund der negativen Entwicklung der kommunalen Haushalte stehen für die Ausgaben der freiwilligen, kulturellen Aufgaben tendenziell immer weniger Haushaltsmittel zur Verfügung. Zusammen mit den Ländern und dem Bund bemühen sich die Kommunen um die Sicherung der angemessenen finanziellen Ausstattungen ihrer kulturellen Bereiche. Der Anspruch auf kulturelle Grundversorgung der Bürger stellt dabei eine wesentliche Anforderung an die Kommune dar. Als Konsequenz der haushaltsrechtlich teilweise handlungsunfähigen Kommunen resultierte die Erarbeitung von kulturellen Schwerpunkten und Entwicklungsplänen. Mit tragfähigen Konzepten sollen weitere Einschnitte im Kulturbereich vermieden werden.
Mögliche Konzepte sind: 
- Weitere Vernetzung der Dienstleistungen mit weiteren Einrichtungen auf kommunaler, Länder- oder Bundesebene;
- Zusammenlegung von Dienstleistungen;
- Private Kulturförderung (durch Privatpersonen oder aus der Privatwirtschaft) auch durch öffentlich-private Partnerschaft;
- Förderung durch EU-Mittel;
- Verwaltungsmodernisierung (Neuorganisation der Verwaltungsstrukturen);
- Kultur als Staatsziel in den Landesverfassungen zu verankern.

Die Einführung der Konzepte können positive und negative Auswirkungen auf die Kommunen ausüben: 
- Einflussnahme auf die Kulturhoheit durch außerkommunale Einrichtungen und Personen,
- Bedeutungsverlust der Kommune,
- Veränderungen in den wirtschaftspolitischen Rahmenbedingungen der Kommunen.